# М. М. Кей
М. М. Кей (M. M. Kaye), псевдоним на Мери Маргарет „Моли“ Кей (на английски: Mary Margaret "Mollie" Kaye), е британска писателка. Най-известната ѝ книга е романът „Далечни павилиони“ (1978).

## Биография и творчество
M. M. Кей е родена през 1908 г. в град Шимла, Британска Индия, като най-голямата дъщеря и едно от трите деца на сър Сесил Кей и съпругата му Маргарет Сара Брайсън. Сесил Кей е офицер от разузнаването в индийската армия.
Дядото, братът и съпругът на писателката служат на Британска Индия. Братовчедът на дядо ѝ, сър Джон Уилям Кей, пише стандартните разкази за индийското въстание от 1857 г. и Първата англо-афганистанска война. Неин внук е комедиантът Джеймс Бахман.
От 1915 до 1918 г. живее в наследствена собственост Оукланд в Шимла. На 10-годишна възраст е изпратена в Англия, за да учи в пансион. Впоследствие изучава илюстрация на детски книги и печели пари от дизайна на коледни картички. През 1926 г. се връща за кратко да живее със семейството си в Индия, но след смъртта на баща си тя негодува срещу натиска на майка ѝ да намери младши офицер за съпруг и се връща в Англия. Там живее в Лондон с малка сума от военната кариера на починалия ѝ баща, подсилена първо от приходите от илюстриране на детски книги и от 1937 г. от публикуването на собствените ѝ книги за деца. Първият ѝ роман за възрастни, Six Bars at Seven, публикуван през 1940 г., е трилър, който е подтикната да напише от редовното четене на този тип книги от библиотека „Форпени“: „Повечето от нещата, които четях, бяха пълни боклуци и си мислех, че не мога да напиша нещо по-лошо, така че седнах и написах нещо“. 64-те лири, които тя получава за трилъра, ѝ позволяват да се върне в Шимла, където живее с омъжената си сестра Дороти.
През юни 1941 г. Кей среща бъдещия си съпруг. Офицерът от британската индийска армия Годфри Джон Хамилтън е четири години по-млад от нея, женен, с една дъщеря, и се твърди, че ѝ е предложил брак след петдневно запознанство. Кей е бременна с второто им дете, когато двамата успяват да се оженят на Деня на примирието през 1945 г., след като първият брак на Хамилтън е разтрогнат. След раждането на второто им дете през 1946 г. Кей се връща към писането. След разпускането на британската индийска армия през 1947 г., тъй като Индия постига независимост, Хамилтън се прехвърля в британската армия, където кариерата му налага да се мести със семейството си 27 пъти в следващите 29 години, като Кей използва няколко от тези места в поредица от криминални романи. Това дава началото на възхода на псевдонима ѝ „М. М. Кей“, като предишните ѝ публикувани произведения са под името „Моли Кей“. Литературният ѝ агент е романистът Пол Скот, който е армейски офицер в Индия и постига известност като автор на The Raj Quartet. С насърчението на Скот Кей пише първия си исторически епос за ИндияShadow of the Moon („Лунна сянка“), публикуван през 1957 г. Фокусът му е Индийското въстание, с което Кей е запозната, но чрез историите, чути като дете от местните слуги на нейното семейство. Този ранен неин интерес се засилва в средата на 50-те години, когато писателката е на посещение при приятели в Индия и случайно се натъква на стенограми от съдебни процеси по въстанието в барака в имота на нейни приятели. По-късно тя изразява недоволството си от оригиналната публикувана версия на „Лунна сянка“, която е редактирана без нейното знание, като частите, фокусирани върху действието, а не върху романтиката, са до голяма степен изтрити.
Вторият исторически роман на писателката Trade Wind („Пасат“), е публикуван през 1963 г. Тогава Кей, вдъхновена от посещение в Индия, планира да започне работа по епичен роман, чийто фон е Втората англо-афганистанска война. Тя обаче е диагностицирана с рак на белия дроб. По-късно прогнозата е променена на лимфосаркома; изтощена от химиотерапия, не е в състояние да пише, докато не възстанови здравето си. Това води до последващо забавяне в началото на писането на шедьовъра The Far Pavilions („Далечни павилиони“) до 1967 г., когато Кей и току-що пенсионираният ѝ съпруг стават дългогодишни жители на квартал „Съсекс“ в село Борхам Стрийт в Източен Съсекс. Публикуван през 1978 г., романът се превръща в световен бестселър и предизвиква успешното преиздаване на „Лунна сянка“, с възстановени по-рано изтритите глави, на романа „Пасат“ и на криминалните ѝ романи. Кей също пише и илюстрира The Ordinary Princess – книга за деца, наречена „освежаващо несантиментална“ в статия в сп. „Хорн Бук“. Писателката пише половин дузина детективски романи, включително Death in Kashmir („Смърт в Кашмир“) и Death in Zanzibar („Смърт в Занзибар“). Нейната автобиография е публикувана в три тома и е озаглавена Share of Summer („Дял от лятото“).
През март 2003 г. Кей е удостоена с Международната награда на Полковник Джеймс Тод от фондация „Махарана Мевар“ от Удайпур, Раджастан, за нейния принос с постоянна стойност, отразяващ духа и ценностите на Мевар.
Овдовяла през 1985 г., от 1987 г. Кей живее със сестра си в крило на къщата на по-голямата дъщеря на Кей в Хампшър. Мести се в Съфолк през 2001 г., където живее в село Лавенхам при смъртта си на 29 януари 2004 г. на 95-годишна възраст. При залез слънце на 4 март 2006 г. прахът ѝ е разпръснат над водите от лодка в средата на езерото Пичола от Майкъл Уорд, продуцент на музикалната версия на Театър „Уест Енд“ на „Далечни павилиони“, и съпругата му Илейн.
Не е превеждана на български език.

### Романи

#### ПоредицаThe Death in...
1. Death in Kashmir (1984) (издаден първоначално като Death Walked in Kashmir - 1953)
2. Death in Berlin (1985) (издаден първоначално като Death Walked in Berlin - 1955)
3. Death in Cyprus (1984) (издаден първоначално като Death Walked in Cyprus - 1956)
4. Death in Kenya (1983) (издаден първоначално като Later Than You Think - 1958, and It's Later Than You Think - 1960)
5. Death in Zanzibar (1983) (издаден първоначално като The House of Shade - 1959)
6. Death in the Andamans (1985) (издаден първоначално като Night on the Island - 1960)

- House of Shade (включва Death in Zanzibar, Death in the Andamans и Death in Kashmir) (1993)

#### Самостоятелни романи
- Six Bars at Seven (1940), като Моли Кей (първи роман)
- Strange Island (1944), като Моли Кей (оригинална версия на Night on the Island)
- Shadow of the Moon (1957), (1979, редактирано издание), исторически
- Trade Wind (1963, 1981), исторически
- The Far Pavilions (1978), исторически

### Детска литература
- Potter Pinner Meadow (1937), като Моли Кей
- Black Bramble Wood (1938), като Моли Кей
- Willow Witches Brook (1944), като Моли Кей
- Gold Gorse Common (1945), като Моли Кей
- The Ordinary Princess (1980), със собствени илюстрации
- Thistledown (1981), със собствени илюстрации

### Автобиографии

#### СерияShare of Summer
1. The Sun In The Morning (1990)
2. Golden Afternoon (1997)
3. Enchanted Evening (1999)

### Драматургия
- England Awakes – радио пиеса от едно действие, излъчена по All India Radio ок. 1940
- Серия от малки радио пиеси, базирани на военни новини, излъчена по All India Radio ок. 1940

### Илюстрации
- Adventures in a Caravan на Мисис А. С. Озбърн [1950]
- Children of Galilee на Лидия С. Елиът [1950]
- The Cranstons at Sandly Bay на Филис Норис [1949]
- The Story of Saint Francis of Assisi на Е. У. Гриърсън [1950]
- The Two Pins на С. Б. Полтни [1949]

## В популярната култура
- The Far Pavillions (1984) – телевизионен минисериал в 3 части, излъчен в Обединеното кралство по Channel 4 и в САЩ по HBO на 3 януари 1984, 8 октомври 1985 и 7 февруари 1988. По кината като Blade of Steel
- The Ordinary Princess (1984), излъчен в Обединеното кралство от Би Би Си като част от седмичната детска поредица Jackanory
- The Far Pavilions (2005) – мюзикъл, поставен за първи път на 24 март 2005 г. Театър „Шафтсбъри“ в Лондон